# Oberkirch (Baden)
Oberkirch (Alemannic thấp: Owerkirch) là một thị trấn nằm ở huyện Ortenaukreis, phía tây bang Baden-Württemberg, Đức. Nơi đây cách Offenburg 12 km về phía đông bắc.

## Địa phương kết nghĩa
- Haverfordwest, Pembrokeshire, Wales, Vương quốc Anh
- Oosterzele, Oost-Vlaanderen, Bỉ.

## Nhân vật đáng chú ý
- Karl Stecher (1831-1923), họa sĩ
- Michael Gerber (sinh năm 1970), Giám mục Công giáo La Mã

## Thư viện ảnh

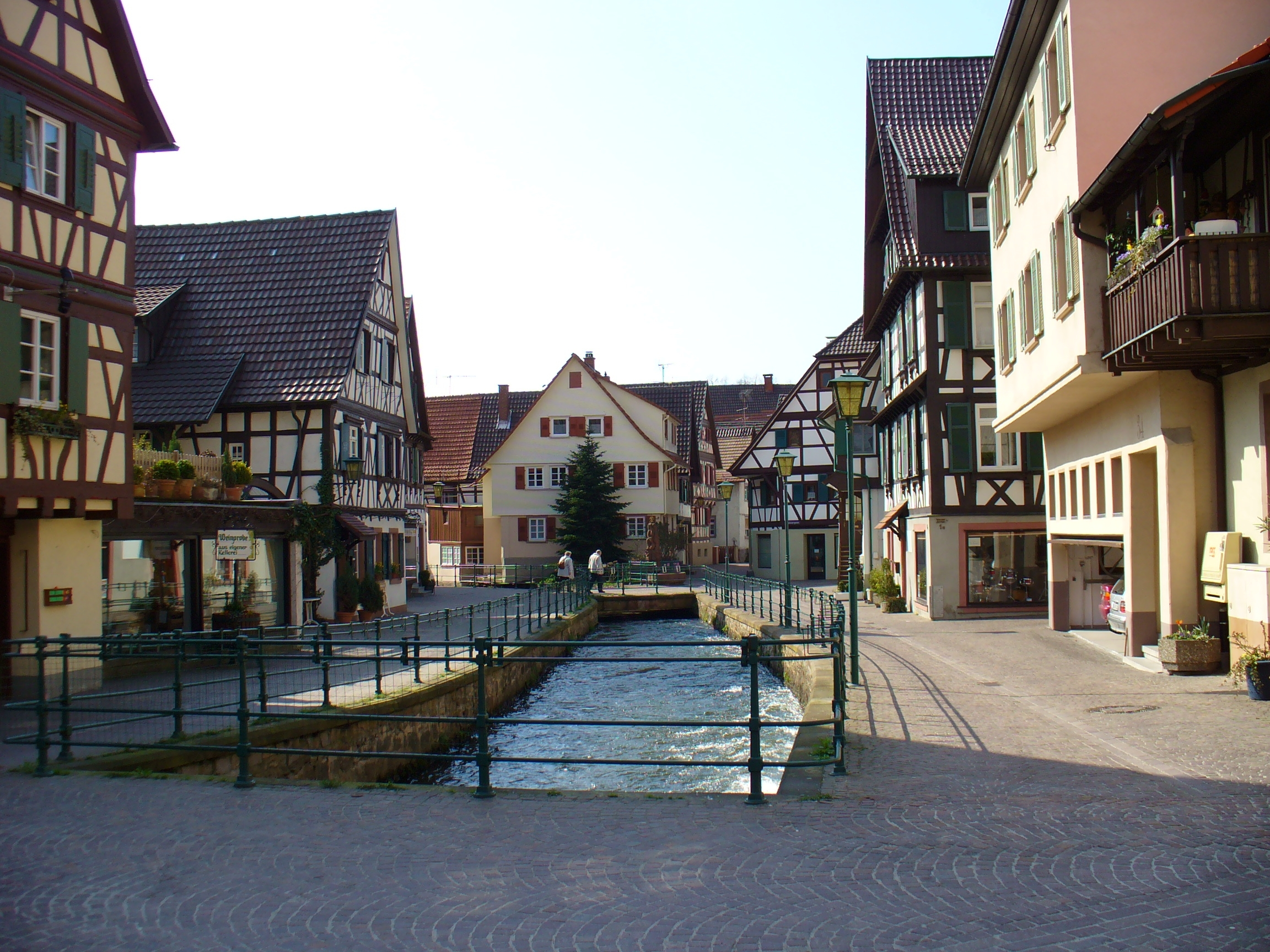
Kênh Mühlbach ở trung tâm thành phố
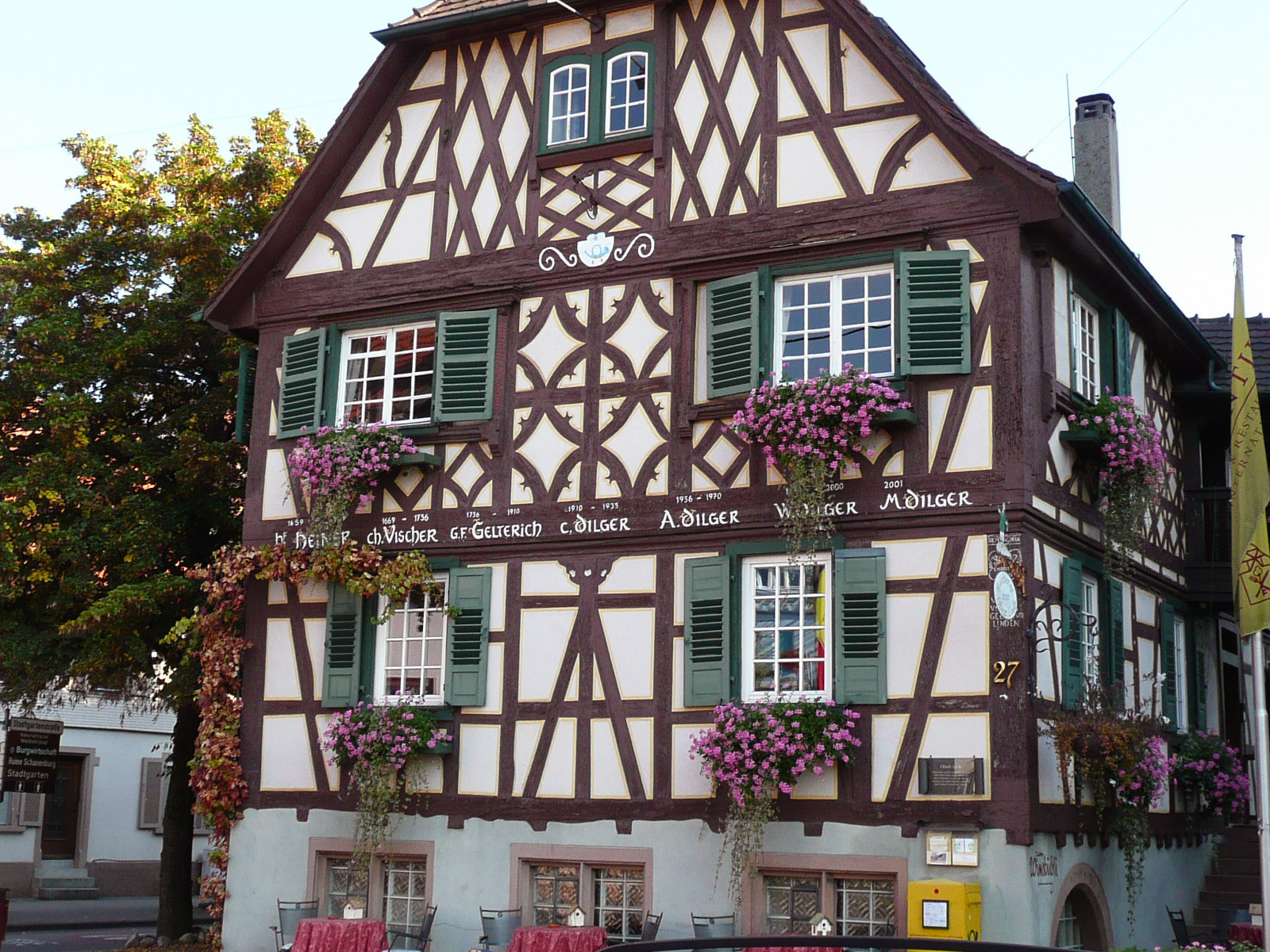
Ngôi nhà cổ từ năm 1659
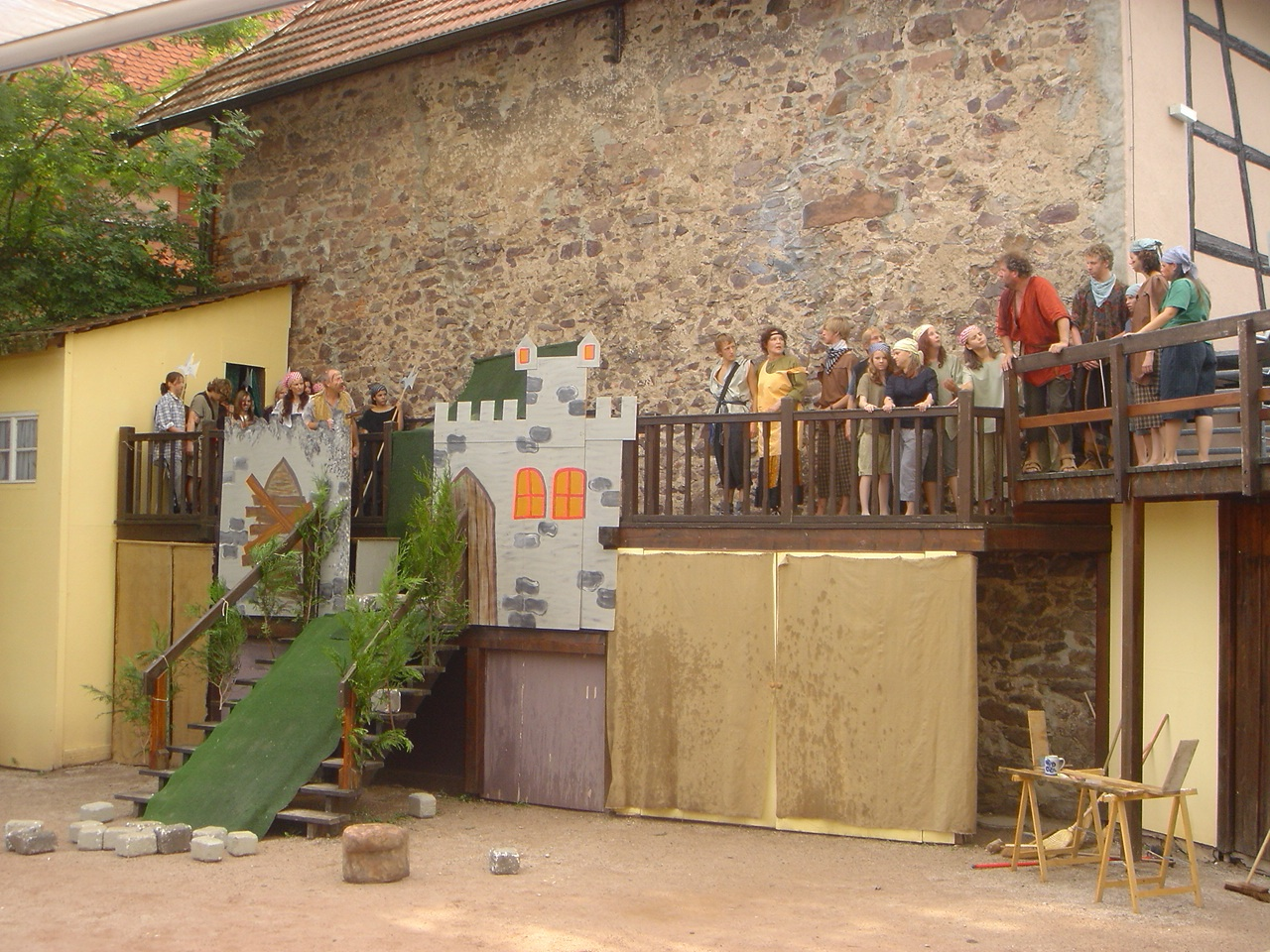
Vở kịch "Ronia the Robber's Daughter" tại nhà hát ngoài trời (2006)